# أتيلا كورسوس
أتيلا كورسوس (بالمجرية: Korsós Attila)‏ هو لاعب كرة قدم مجري في مركز الوسط، ولد في 25 ديسمبر 1971 في جيور في المجر. شارك مع منتخب المجر لكرة القدم. أما مع النوادي، فقد لعب مع غيور تورنا أوزتالي ونادي أوستريا سالزبورغ ونادي أويبست ونادي مول فيهيرفار.

## وصلات خارجية
- أتيلا كورسوس على موقع قاعدة بيانات كرة القدم.إي يو (الإنجليزية)
- أتيلا كورسوس على موقع ناشيونال فوتبول تيمز (الإنجليزية)
- أتيلا كورسوس على موقع عالم كرة القدم.نت (الإنجليزية)